# John Randle
College Football Hall of Fame 2008
Pro Football Hall of Fame 2010
(en) Statistiques sur pro-football-reference
John Anthony Randle, né le 12 décembre 1967 à Mumford, est un joueur américain de football américain.

## Biographie
Defensive tackle, il a joué pour les Vikings du Minnesota de 1990 à 2000 et aux Seahawks de Seattle de 2001 à 2003 en National Football League (NFL). Il compte sept sélections au Pro Bowl (1993, 1994, 1995, 1996, 1997, 1998 et 2001).
Il est membre College Football Hall of Fame et du Pro Football Hall of Fame.
Il est le frère d'Ervin Randle (en).